# Поляков, Александр Алексеевич
Александр Алексеевич Поляков (род. 31 января 1969 г. в с. Вишневом Староюрьевского района Тамбовской области) — российский предприниматель, государственный и политический деятель. Депутат Государственной Думы ФС РФ VII созыва. Член фракции «Единая Россия», член комитета Госдумы по аграрным вопросам. Переизбран депутатом Государственной Думы VIII созыва, остался в Комитете по аграрным вопросам. 
Из-за вторжения России на Украину, находится под международными санкциями Евросоюза, США, Великобритании и ряда других стран

## Биография
В 1993 году получил высшее образование по специальности «Учёный-агроном» окончив Плодоовощной институт имени И. В. Мичурина. В 2006 году защитил диссертацию на соискание учёной степени кандидата экономических наук в Тамбовском государственном университете имени Г. Р. Державина.
С 1987 по 1989 год служил в рядах Советской Армии. После получение высшего образования, с 1995 по 1998 год был предпринимателем. С 1998 по 2001 год работал в ЗАО «Тамбовский долговой центр» в должности экономиста, позже стал генеральным директором. С 2001 по 2003 год работал в ООО «Тамбовхлебмакаронпродукт» в должности генерального директора общества. С 2003 по 2016 год работал в ОАО «Сабуровский крупяной завод» генеральным директором, после преобразования завода ЗАО «Сабуровский комбинат хлебопродуктов» являлся генеральным директором предприятия.
В марте 2010 года баллотировался от партии «Единая Россия» в депутаты Мичуринского горсовета, по результатам выборов избран депутатом Мичуринского городского Совета депутатов IV созыва по одномандатному избирательному округу № 4. В марте 2011 года досрочно сложил полномочия депутата Мичуринского горсовета в связи с избранием депутатом Тамбовской областной Думы V созыва по одномандатному избирательному округу № 9.
В сентябре 2016 года был выдвинут от партии «Единая Россия» в депутаты Госдумы, по результатам выборов избран депутатом Государственной Думы VII созыва по одномандатному избирательному округу № 177.

## Законотворческая деятельность
С 2016 по 2019 год, в течение исполнения полномочий депутата Государственной Думы VII созыва, выступил соавтором 69 законодательных инициатив и поправок к проектам федеральных законов. На выборах в 2021 году одержал победу .

## Санкции
25 февраля 2022 года, на фоне вторжения России на Украину, включён в санкционный список стран Евросоюза в ответ на решение России признать территории Донецкой и Луганской областей Украины и на решение об отправке туда российских войск.
11 марта 2022 года внесён в санкционный список Великобритании «за признание независимости двух сепаратистских регионов в Украине».
30 сентября 2022 года был внесён в санкционный список США в ответ на «фиктивные референдумы» и «аннексию территорий Украины российскими оккупационными силами». Государственный департамент отмечает что депутаты единогласно приняли закон о фейках, а некоторые депутаты сыграли ключевую роль в распространении российской дезинформации о войне.
23 февраля 2023 года включён в санкционный список Канады «соратников режима», так как он «голосовал за законодательство связанное с вторжением и попыткой аннексии четырех регионов Украины».
По аналогичным основаниям находится в санкционных списках Швейцарии, Австралии, Японии, Украины и Новой Зеландии